# Понте Аренаца (Козенца)
Понте Аренаца је насеље у Италији у округу Козенца, региону Калабрија.
Према процени из 2011. у насељу је живело 86 становника. Насеље се налази на надморској висини од 426 м.